# Łęczenko
Łęczenko [wɛnˈt͡ʂɛnkɔ] (tiếng Đức: Lenzen Wiesenhof)  là một khu định cư ở khu hành chính của Gmina Białogard, thuộc quận Białogard, West Pomeranian Voivodeship, ở phía tây bắc Ba Lan. Nó nằm khoảng 3 kilômét (2 mi) về phía tây nam của Białogard và 111 km (69 mi) về phía đông bắc của thủ đô khu vực Szczecin.
Trước năm 1945, khu vực này là một phần của Đức. Đối với lịch sử của khu vực, xem Lịch sử của Pomerania.